# Mostratge digital
El mostratge (*mostreig és un castellanisme) és el primer procés de digitalització que pateix un senyal. És una operació que consisteix a obtenir mostres espaiades en temps o en espai d'un senyal analògic; els senyals analògics més habituals en sistemes de comunicació són les imatges, vídeo i àudio. El procés de mostratge serveix per fer més fàcils els càlculs de quantificació i codificació. S'ha de garantir que el mostratge sigui segur i fiable, ja que si existeixen errors en el mostratge derivarà a una mala reconstrucció del senyal. Existeixen dos tipus de mostratge: el mostratge temporal (utilitzat en processat per senyals d'àudio i vídeo) i el mostratge espacial (utilitzat en processament d'imatges).

## Mostratge temporal
El procés de mostratge temporal és utilitzat principalment per senyals d'àudio i senyals de vídeo que són de naturalesa contínua, és a dir, definits en tots els instants de temps. Mostrejar un senyal continu en el temps dona un senyal que només té valors en uns instants de temps concrets (valors discrets del senyal).
El nombre de mostres per segon es coneix com a Freqüència de mostratge (Fs) la qual ve condicionada per l'amplada de banda del senyal analògic (Teorema de Nyquist). La freqüència de mostratge té una incidència directa sobre la quantitat de recursos necessaris en l'emmagatzematge (espai en disc) i la transmissió (amplada de banda).
El no compliment del Teorema de Nyquist introdueix un error anomenat Aliasing (Un encavalcament del senyal provoca que en la reconstrucció no obtinguem el senyal original).
El concepte de mostreig temporal es pot entendre com una multiplicació del senyal original amb un tren de deltes (cas ideal) o amb un tren de polsos (cas real).

### Cas ideal
L'ona mostrejadora en el cas ideal és:
{\displaystyle {m(t)}=\sum _{n={-\infty }}^{\infty }\delta (t-nTs)}; on Ts és el període de mostratge ({\displaystyle {Ts}={\frac {1}{Fs}}})
Quan a l'entrada del mostrejador es té un senyal f(t) continu en el temps amb una amplada de banda finit (W), a la sortida obtenim s(t) = m(t) * f(t):
{\displaystyle {s(t)}=\sum _{n={-\infty }}^{\infty }f(t)\delta (t-nTs)}
La transformada de Fourier del senyal de sortida és la següent:
{\displaystyle S(f)={\frac {1}{Ts}}\sum _{n={-\infty }}^{\infty }F(f-nFs)}

## Influència dels filtres
La influència dels filtres de reconstrucció no ideals s'observa fàcilment en el domini de la freqüència.
Si la característica és plana en la banda passant del senyal {\displaystyle |f|<W\,}, la sortida del filtre consistirà en {\displaystyle x(t)\,} mes uns components en frequencies próximes a {\displaystyle T_{s}-W\,} fora de la banda. Però aquests components estan fortment atenuats en relació amb les de l'espectre basic de {\displaystyle x(t)\,}.

### Exemple
Atès que un tren de deltes no és implementable, el model de mostrejador utilitzat és un tren de polsos. La seva amplitud és 1 durant un interval molt petit per aconseguir un mostrejador el més semblant possible a l'ideal. Per aquest mateix motiu no podrem recuperar el senyal original exacte, perquè la Transformada de Fourier d'un pols és una funció sinc.
La multiplicació d'una funció sinc amb l'espectre del senyal original dona l'espectre del senyal original lleugerament modificat i repetit cada Fs.

## Mostratge pràctic
El mostratge pràctic difereix del teòric en tres aspectes principals:
- L'ona mostrejadora està constituïda per trens d'impulsos de duració no nul·la.
- Els filtres pràctics de reconstrucció no són ideals
- Els missatges als quals s'aplica el teorema no estan estrictament limitats en banda, ni poden, ja que es tracta de senyals limitats en el temps.

## El teorema de mostratge pràctic
Es pot resumir l'enunciat del Teorema observant senyals i mètodes de mostreig reals de la següent manera: Si un senyal {\displaystyle \,x(t)} ha sigut filtrat en banda - baixa de manera que té components espectrals per sobre de {\displaystyle W\,}, pot descriure's adequadament per moltes aplicacions per mitjà de mostres instantànies o de duració no nul·la, separades uniformement en el temps per un interval de {\displaystyle T_{s}\leq {\frac {1}{2}}W\,}.
Si s'ha mostrejat el senyal al Teorema de mostreig de Nyquist-Shannon o major i les mostres es representen per mitjà d'impulsos periòdics amb amplitud proporcional als seus valors, pot reconstruir-se aproximadament el senyal a partir de les seves mostres per mitjà d'un filtre passabaix.

## Mostratge temporal de vídeo

### Definicions

#### Resolució temporal
En un dispositiu visualitzador, (l'ull humà, una càmera, etc.), capacitat per a representar punts distints de les dimensions més reduïdes possibles. Generalment s'expressa en hertz (símbol: Hz).

#### Definició temporal
Fidelitat de reproducció de la imatge, determinada pel nombre de línies del sistema emprat (PAL, NTSC o SECAM).

#### Limitacions del Sistema Visual Humà
El sistema visual humà té diverses limitacions. N'hi ha dues que tenen un interès especial a l'hora de fer el mostratge temporal d'una seqüència de vídeo. Una d'elles és el fet que l'ull humà observa un efecte de parpelleig (en anglès, flickering) a freqüències inferiors als 50 Hz. L'altra és que s'observa discontinuïtat en el moviment a freqüències inferiors als 12–15 Hz.

#### Freqüència de quadre
Els diferents sistemes de televisió utilitzats arreu del món aprofiten aquestes limitacions a l'hora de dissenyar els aparells de televisió, fent un mostratge temporal de les escenes, que queden descompostes en quadres (en anglès, frames). La freqüència de quadre és l'invers del període de mostratge i s'expressa en hertz per segon o quadres per segon (en anglès, fps, que vol dir frames per second). Tal com s'ha dit, amb una freqüència de quadre superior als 50 Hz el sistema visual humà no percep la sensació de parpelleig, però podem aconseguir la sensació de moviment a una freqüència més petita. La taula mostra les freqüències de quadre que van adoptar els sistemes més populars en el seu moment:
| Sistema    | Freqüència de quadre |
| ---------- | -------------------- |
| Cinema mut | 16–18 Hz             |
| Cinema     | 24 Hz                |
| TV PAL     | 25 Hz                |
| TV SECAM   | 25 Hz                |
| TV NTSC    | 29,97≈30 Hz          |

## Mostratge temporal d'àudio

### Definicions

#### Limitacions del Sistema Auditiu Humà
El sistema auditiu té dues limitacions principals:
1. El llindar d'audició oscil·la entre 20 Hz i 20 kHz. Per tant, totes les freqüències que estan per sota de 20 Hz o per sobre de 20 kHz són inaudibles per l'oïda humana.
2. Pot haver-hi Emmascarament freqüencial i/o Emmascarament temporal.

#### Freqüència de mostratge
| Sistema               | Freqüència de mostratge |
| --------------------- | ----------------------- |
| Telèfon (veu)         | 8 kHz                   |
| Radiodifusió          | 32 kHz                  |
| CD                    | 44.1 kHz                |
| Cinta d'àudio digital | 25 Hz                   |

## Mostratge espacial
El mostratge espacial és una part del procés de la digitalització d'una imatge. Consisteix a escollir mostres representatives d'un model (per exemple una fotografia) per a un posterior processament. L'operació bàsica en els sistemes d'adquisició d'imatges i vídeo és l'especificació de la intensitat (o color) de la imatge en uns punts determinats en l'espai anomenats píxels. Això es tradueix en una divisió de files i columnes de la imatge original. Un cop feta la divisió obtenim (com es pot observar a la imatge d'exemple) una imatge dividida en nombrosos píxels de la mateixa mida. Si ens fixem en un dels píxels veiem que predomina un únic color o to. Aquest color o to serà el que posteriorment es quantificarà i codificarà. En mostrejar, depenent de la dimensió del píxel escollit, obtindrem un mostratge amb més o menys resolució espacial. Un mal mostratge pot fer que tot l'estudi que es faci posteriorment sigui erroni, per tant, s'ha de garantir que sigui segur i fiable.